# Biarozki (obwód miński)
Biarozki (biał. Бярозкі, ros. Берёзки; do 1948 roku Trockie) – wieś na Białorusi, w obwodzie mińskim, w rejonie mołodeckim, w sielsowiecie Horodziłowo.

## Historia
W czasach zaborów w gminie Połoczany, w powiecie oszmiańskim, w guberni wileńskiej Imperium Rosyjskiego.
W latach 1921–1945 wieś leżała w Polsce, w województwie wileńskim, w powiecie wołożyńskim, a od 1927 w powiecie mołodeckim, w gminie Połoczany.
W 1931 w 15 domach zamieszkiwały 93 osoby.
Wierni należeli do parafii rzymskokatolickiej i prawosławnej w Horodziłowie. Miejscowość podlegała pod Sąd Grodzki w Mołodecznie i Okręgowy w Wilnie; właściwy urząd pocztowy mieścił się w Połoczanach.

## Przynależność państwowa i administracyjna
- ? – 1917  Imperium Rosyjskie, gubernia wileńska, powiat oszmiański
- 1917–1919  Rosyjska FSRR
- 1919–1920  Polska, Zarząd Cywilny Ziem Wschodnich, okręg wileński
- 1920  Rosyjska FSRR
- 1920–1945[b]  Polska
  - województwo:
    - okręg nowogródzki (1920–1921)
    - nowogródzkie (1921–1927)
    - wileńskie (od 1927)

  - powiat:
    - wołożyński (1920–1927)
    - mołodeczański (od 1927)
- 1945–1991  ZSRR, Białoruska SRR
- od 1991  Białoruś